# Okrzejka (dopływ Wisły)
Okrzejka – rzeka, prawy dopływ Wisły o długości 73,56 km i powierzchni dorzecza 528 km². 
Płynie przez Wysoczyznę Żelechowską do Doliny Środkowej Wisły na obszarze województwa mazowieckiego i lubelskiego. Wypływa we wsi Wola Okrzejska. Przepływa przez Wolę Okrzejską, Okrzeję, Kłoczew, Godzisz, Podzamcze, Maciejowice, a do Wisły uchodzi poniżej ujścia Radomki, przyjmując nazwę Bączycha. Dopływami Okrzejki są Swarzyna, Korytka, Ownia, Pytlocha.
W dolinie Okrzejki koło wsi Gózd i Trojanów znajdują się duże kompleksy stawów rybnych.